# Sylvania (navire, 1957)
Pour les articles homonymes, voir Sylvania.
Le Sylvania est un paquebot construit en 1956 par les chantiers John Brown & Company de Clydebank pour la compagnie Cunard Line. Il est lancé le 22 novembre 1956 et mis en service le 5 juin 1957.

## Histoire

### Contexte
En 1951, la Cunard Line commande quatre navires aux chantiers John Brown & Company de Clydebank pour s’imposer face à la Canadian Pacific Steamship Company sur la liaison Liverpool↔Montréal. Il s’agit de la classe Saxonia, composée du Saxonia, de l’Ivernia, du Carinthia et du Sylvania.

### Construction
Le Sylvania est un paquebot construit en 1956 par les chantiers John Brown & Company de Clydebank pour la compagnie Cunard Line. Il est lancé le 22 novembre 1956 et mis en service le 5 juin 1957.
En 1965, il est amélioré par les chantiers navals Harland and Wolff de Belfast et son Sun Deck est agrandi; mais il navigue à perte dès 1967. Par conséquent, la Cunard Line le désarme avec le Carinthia et le Caronia à Southampton et les met en vente.

### Sitmar Line
En février 1968, il est vendu à la compagnie Sitmar Line (en) qui le renomme Fairwind. La compagnie souhaite le mettre en service entre Southampton et l’Australie, mais cet itinéraire est en perte de vitesse à cause du développement de l’aviation et le navire reste désarmé à Southampton jusqu’en 1970, lorsqu’il est transformé en navire de croisière à Trieste. Il est remis en service le 14 juin 1972 et effectue des croisières depuis les États-Unis.

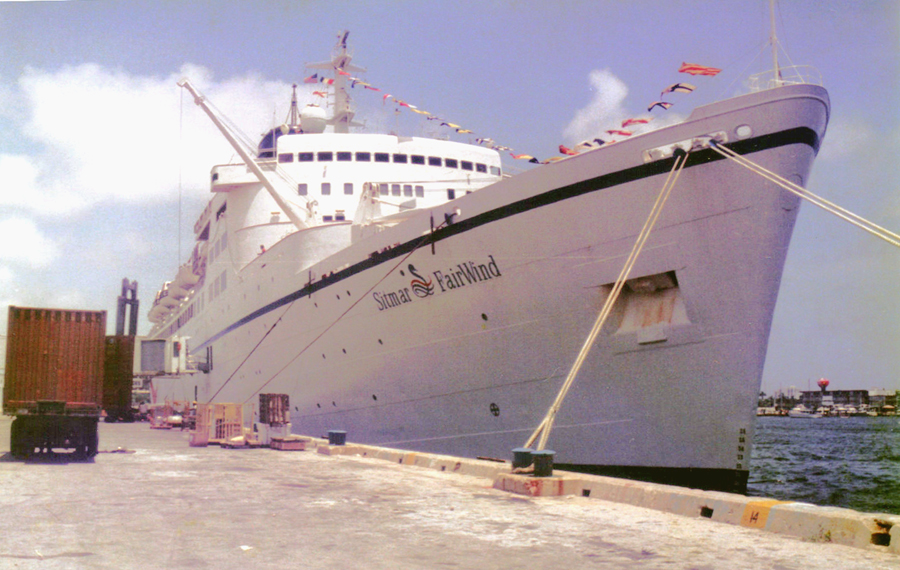
Le Sitmar Fairwind amarré à Miami en août 1988.

En 1988, Sitmar Line (en) change son identité visuelle en faisant changer la livrée de toute sa flotte et en ajoutant Sitmar devant le nom des navires. Par conséquent, le Fairwind est renommé Sitmar Fairwind; mais la compagnie est rachetée par la P & O Cruises en septembre 1988 et le navire est rebaptisé Dawn Princess[réf. souhaitée].
En 1991, pendant sa période d’entretien à Portland, de l’amiante est découvert à bord. Afin de pouvoir continuer à lui faire effectuer des croisières depuis les États-Unis, la compagnie doit le désamianter. L’opération s’étale sur trois mois, puis le Dawn Princess est remis en service; mais, en 1992, P & O Cruises le désarme et le met en vente, considérant qu’il ne correspond plus à l’image de la compagnie, qui a reçu de nouveaux navires.

### Phoenix Reisen
En 1993, il est acheté par la compagnie Happy Days Shipping, une filiale de V-Ships (en), et devient l’Albatros. Il est rénové et reçoit un propulseur d’étrave avant de reprendre du service en août 1993 pour Phoenix Reisen dans le cadre d’un contrat d’affrètement pour cinq ans avec possibilité de le reprolonger de cinq ans, ce qui sera fait en 1998.
Le 22 mai 1995, alors qu’il navigue en mer Rouge, un incendie se déclare dans sa salle des machines. Les passagers sont évacués à Djeddah et le navire se dirige vers Livourne où il est provisoirement réparé, puis à Bremerhaven où les réparations sont achevées.
Le 9 mai 1997, il connait un autre accident lorsqu'il heurte un récif immergé et commence à prendre l’eau alors qu’il est aux îles Scilly. Les passagers sont évacués et le navire est envoyé à Southampton où il est réparé. Il n’est remis en service qu’en juillet 1997.

### Fin
En 2003, l’Albatros est victime de nombreuses pannes qui pousse Phoenix Reisen à rompre le contrat d’affrètement en novembre 2003. Le navire est alors désarmé à Gênes en attendant que V-Ships (en) prenne une décision sur son avenir, ce qui est fait en décembre 2003, lorsque l’Albatros est vendu à la casse.
Il arrive à Alang le 1er janvier 2004 sous le nom de Genoa et est détruit,.

## Navires jumeaux
Il a trois navires jumeaux :
- le Carinthia, qui a été détruit en 2006 à Alang ;
- l’Ivernia, qui a été détruit en 2004 à Alang ;
- le Saxonia, qui a été détruit en 1999 à Alang.